# .tf
.tf es el dominio de nivel superior geográfico (ccTLD) para los Territorios Australes Franceses. Junto con .fr y .re es administrado por AFNIC. Anterior al 23 de octubre de 2004 el dominio era administrado por Adamsnames, basada en Cambridge.
Existe un servicio gratuito, bajo el nombre de United Names Organisation, ofreciendo dominios de tercer nivel. Estos abarcan 14 dominios de segundo nivel, entre los cuales están: .eu.tf, .us.tf, .net.tf, y .edu.tf. Estos dominios se otorgan como redireccionamientos URL.
Cabe destacar que parte de los Territorios Australes Franceses, según el gobierno francés, comprende una sección de la Antártida, Tierra Adelia reclamada por Francia, a pesar de que esta reclamación no es reconocida por la mayoría de los países. Este hecho crea un solapamiento entre los territorios .tf y el dominio de la Antártida .aq.
Este dominio se usa regularmente para sitios relacionados con el videojuego Team Fortress 2